# Jean-Pierre Claris de Florian

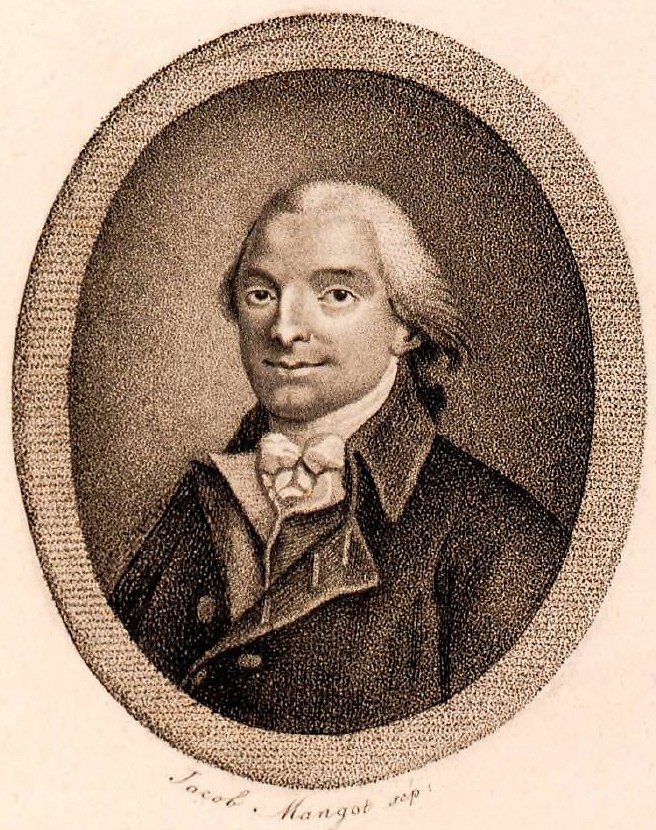
Jean-Pierre Claris de Florian

Jean-Pierre Claris de Florian (* 6. März 1755 in Sauve, Département Gard; † 13. September 1794 in Sceaux) war ein französischer Dichter. Besondere Bekanntheit erlangte er mit seinen Fabeln.

## Leben
Jean-Pierre Claris de Florian, dessen Mutter aus Spanien stammte, wurde 1755 im Schloss Florian nahe Sauve geboren. Er verlebte eine naturverbundene Kindheit, kam in seinem zehnten Lebensjahr mit seinem Onkel väterlicherseits, einem Verwandten Voltaires, nach Ferney und gefiel dem Philosophen durch seine klugen Antworten und sein lebhaftes Temperament. In Versailles trat er im Alter von 13 Jahren als Page in die Dienste des Herzogs von Penthièvre, der ihn einige Jahre später auf die königliche Artillerieschule zu Bapaume sandte. 1772 wurde er Sous-lieutenant im Dragonerregiment des Herzogs von Penthièvre. Er zog sich dann von der militärischen Karriere zum Schreiben zurück, lebte teils in Paris, teils auf den Schlössern des Herzogs als Mittelpunkt einer angeregten, geistreichen Geselligkeit, wurde schon am 6. März 1788 im Alter von 33 Jahren in die Académie française.aufgenommen und führte ein glückliches Leben.
Nach Ausbruch der Französischen Revolution floh de Florian von Paris nach Sceaux, wo er von August 1789 bis September 1792 Kommandant der Nationalgarde war. In dieser Stadt hatte er von Penthièvre ein Haus übertragen bekommen. Die Jakobiner wollte er mit einem von ihm beabsichtigten historischen Werk gewinnen, und in der französischen Hauptstadt suchte er Kontakt zu den Sansculottes. Damals machte er sich auch an die Übersetzung des Don Quijote von Cervantes. Als der Wohlfahrtsausschuss eine verständnisvolle Widmung von de Florians Roman Numa Pompilius an Marie-Antoinette aufspürte, wurde der Autor 1793 in Sceaux verhaftet.  Nach dem Sturz Robespierres am 9. Thermidor (27. Juli 1794) kam er wieder frei, doch hatte seine Gesundheit während des Arrests stark gelitten und er starb kurz darauf am 13. September 1794 im Alter von nur 39 Jahren.

## Werk
In den späten 1770er Jahren debütierte de Florian als Schriftsteller. Er verfasste Theaterstücke in der Art der Harlekinaden, nicht ohne empfindsame Beimischung, wie Les deux billets (1779), Les jumeaux de Bergame (1782), Le bon ménage (1782), Le bon père (1783), La bonne mère (1785) und Le bon fils (1785). Seine poetische Epistel Voltaire et le serf du mont Jura wurde 1782 gekrönt, seine Ekloge Ruth erhielt 1783 einen Preis der Académie française, aber seinen Ruhm begründete er mit den Hirtennovellen Galatée, roman pastoral, imité de Cervantès (1783) und Estelle et Némorin (1788), die von Gessner inspiriert sind und  die empfindsame Naturschwärmerei des Zeitalters aussprachen. Er verfasste auch poetische Romane wie Numa Pompilius (1786), eine matte Nachahmung des Télémaque, und Gonzalve de Cordoue (2 Bde., Paris 1791).
Besonders bekannt ist de Florian für seine Fabeln (Fables, 1792), die in der Nachfolge der Fabeln von La Fontaine entstanden. In ihnen zeigt sich sein Talent auf dem Höhepunkt: es sind einfache, gut erfundene Gedichte in anmutiger, witziger Sprache, mit liebenswürdiger Schalkhaftigkeit, gewürzt durch treffenden Spott und feine Malice. Sein Guillaume Tell (postum hrsg. 1800), den er im Gefängnis schrieb, ist wohl sein schwächstes Werk. Außerdem seien von seinen weiteren Werken erwähnt: Jeannot et Colin (1780), Blanche et Vermeille, Mélanges de poésie et de littérature, Eliézer et Nephthali (postum hrsg.1803) und Jeunesse de Florian, ou mémoires d’un jeune Espagnol (postum hrsg. 1807), worin de Florian seine eigenen Jugendeindrücke und ersten Abenteuer erzählt. Ein Gedicht aus seiner Novelle Célestine (1784) diente Jean-Paul-Égide Martinis als Textvorlage des Liedes Plaisir d’amour.
Seine Werke wurden oft aufgelegt und in die meisten europäischen Sprachen übersetzt. Die Œvres complètes de Florian gab Renouard heraus (16 Bde., 1820; deutsch von L. G. Förster, 1827 ff.), die Œvres inédites Pixérécourt (4 Bde., 1824). Bekannt sind auch die Ausgaben von Briand (13 Bde., 1823–1824) und von Jauffret (12 Bde., 1837–38).
Siehe auch: Liste der Mitglieder der Académie française